# Allt vad oss Adam i fallet ådragit
Allt vad oss Adam i fallet ådragit är en psalmtext med sex verser diktad 1848 av väckelsepredikanten Carl Olof Rosenius.

## Publicerad i
- Andeliga sånger som nr 40 med titeln "Det är nog", i fjärde häftet av "Ahnfelts Sånger", i nyutgivning 1891 av EFS.
- Hemlandssånger 1891 som nr 89 under rubriken "Högtiderna".
- Sionstoner 1935 nr 86 under rubriken "ns grund i Guds kärlek och förverkligande genom Kristus".
- Guds lov 1935 nr 184 under rubriken "Trons visshet".
- Sions Sånger 1951 nr 7.
- Lova Herren 1988 nr 52 under rubriken "Frälsningen i Kristus".
- Lova Herren 2020 nr 16 under rubriken "Guds Son, Jesus vår Frälsare".